# Birkebeinerrennet

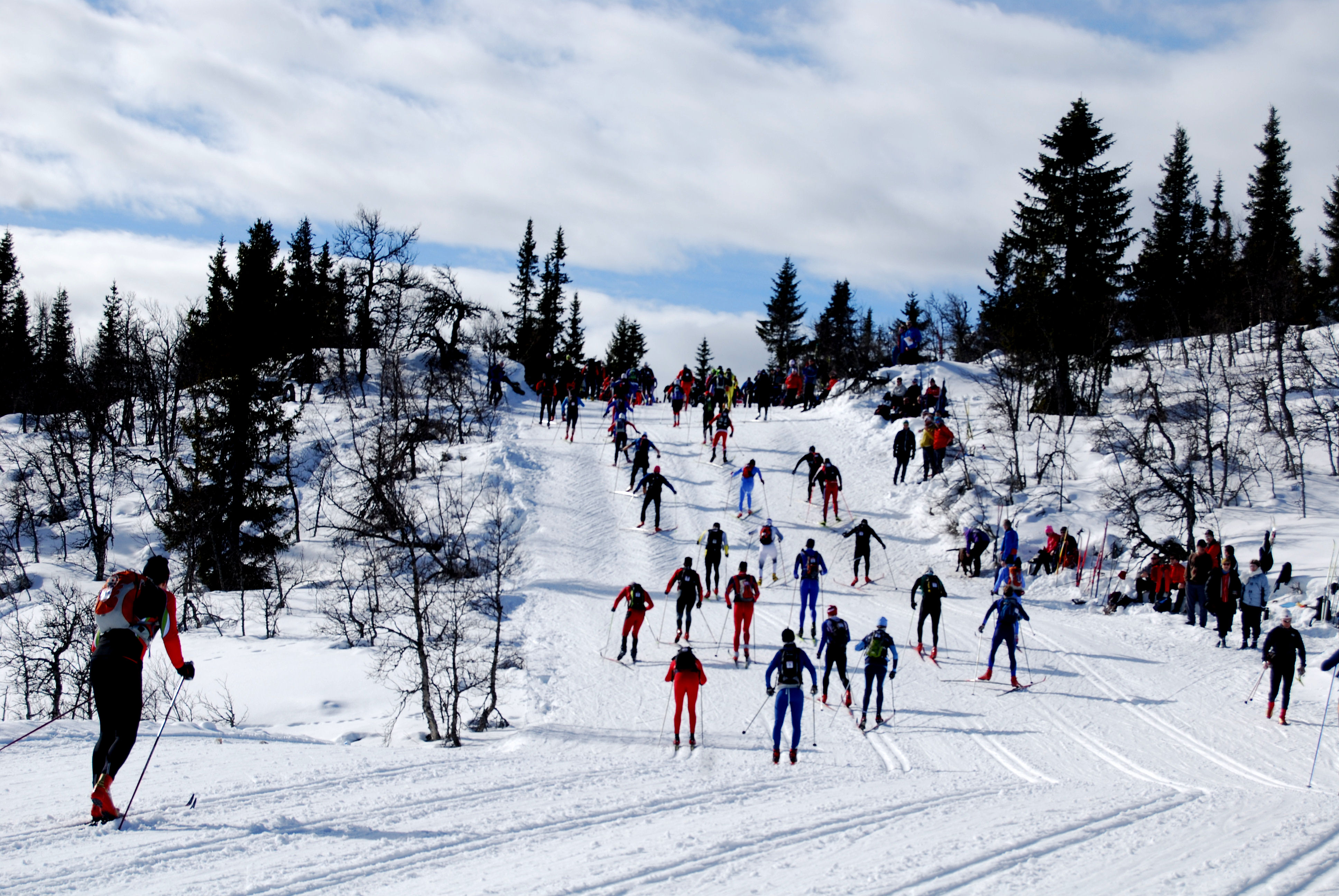
Un momento dell'edizione 2010 della Birkebeinerrennet

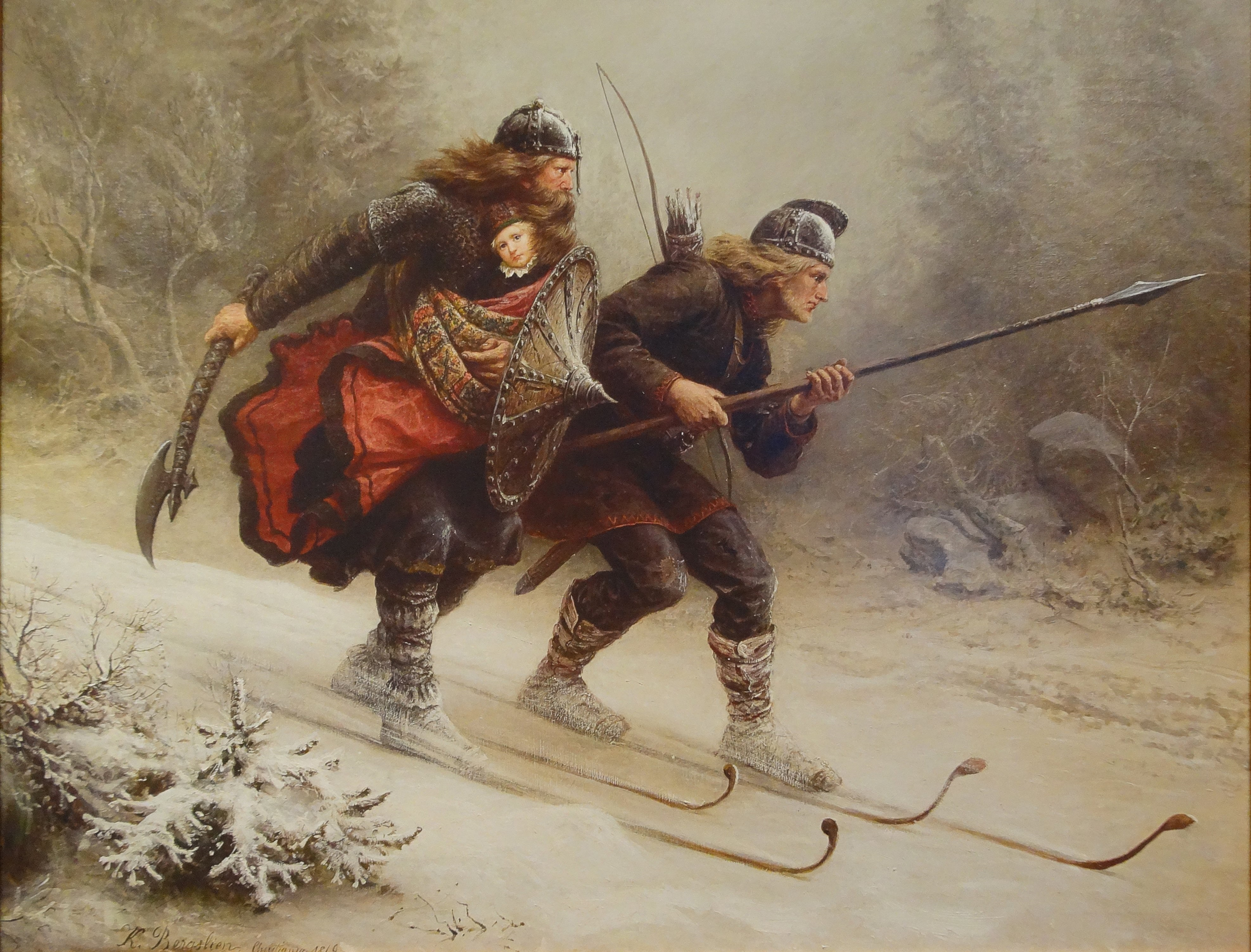
Raffigurazione del viaggio dei Birkebeiner

La Birkebeinerrennet è una gara di sci di fondo su lunga distanza (granfondo), che si disputa annualmente a partire dal 1932 (dal 1976 per le donne) lungo un percorso che si snoda da Rena a Lillehammer, nella contea di Innlandet (Norvegia). Il tracciato si snoda per 54 km, spera un dislivello di circa 700 m e viene percorso, sia dagli uomini sia dalle donne, a tecnica classica con partenza in linea; vengono inoltre assegnati trofei per gare su distanza minori: 28 km ("HalvBirken") e 15 km ("UngdomsBirken").
La gara commemora il viaggio compiuto dai guerrieri lealisti Birkebeiner per mettere in salvo l'erede al trono di Norvegia, Haakon, nel 1206. Tutti i partecipanti alla Birkebeinerrennet portano un peso di 3,5 kg, a simboleggiare il peso del principe che all'epoca aveva poco più di un anno.
La Birkebeinerrennet, che si tiene nella seconda metà di marzo, fa parte del calendario della Marathon Cup, manifestazione svolta sotto l'egida della FIS che ricomprende gare su lunghissime distanze; nel 2002 una variante di 58 km è stata inserita nel calendario della Coppa del Mondo di sci di fondo.

## Albo d'oro

### Uomini
| Anno  | Nome                  | Nazione                       | Tempo    |
| ----- | --------------------- | ----------------------------- | -------- |
| 1932  | Trygve Beisvåg        | Norvegia                      | 4.51'04" |
| 1933  | Arne Rustadstuen      | Norvegia                      | 4.24'12" |
| 1934  | Arne Rustadstuen      | Norvegia                      | 5.41'25" |
| 1935  | Olaf Hoffsbakken      | Norvegia                      | 4.10'35" |
| 1936  | Oscar Gjøslien        | Norvegia                      | 5.16'05" |
| 1937  | Gunnar Hansveen       | Norvegia                      | 4.44'45" |
| 1938  | Olaf Hoffsbakken      | Norvegia                      | 3.56'34" |
| 1939  | Hallvard Eggset       | Norvegia                      | 4.09'05" |
| 1940  | Gunnar Hansveen       | Norvegia                      | 4.30'09" |
| 1946  | Leif Haugen           | Norvegia                      | 3.54'59" |
| 1947  | Gunnar Hermansen      | Norvegia                      | 4.38'24" |
| 1949  | Olav Kveberg          | Norvegia                      | 4.13'55" |
| 1950  | Gunnar Hermansen      | Norvegia                      | 4.28'15" |
| 1951  | Thorfinn Staff Eid    | Norvegia                      | 4.12'01" |
| 1952  | Odd Nyborg            | Norvegia                      | 4.17'50" |
| 1953  | Johs. Woxen           | Norvegia                      | 4.20'25" |
| 1954  | Johan Østvang         | Norvegia                      | 4.30'18" |
| 1955  | Oddmund Jensen        | Norvegia                      | 3.57'31" |
| 1956  | Einar Skaaren         | Norvegia                      | 4.03'33" |
| 1957  | Oddmund Jensen        | Norvegia                      | 3.48'46" |
| 1958  | Oddmund Jensen        | Norvegia                      | 3.39'34" |
| 1959  | Einar Skaaren         | Norvegia                      | 4.01'33" |
| 1960  | Martin Stokken        | Norvegia                      | 3.34'19" |
| 1961  | Ole Ellefsæter        | Norvegia                      | 3.44'02" |
| 1962  | Oddmund Jensen        | Norvegia                      | 3.43'15" |
| 1963  | Magnar Ingebrigtsli   | Norvegia                      | 4.04'59" |
| 1964  | Egil Tvedt            | Norvegia                      | 3.23'31" |
| 1965  | Oddmund Jensen        | Norvegia                      | 3.41'48" |
| 1966  | Egil Tvedt            | Norvegia                      | 3.36'34" |
| 1967  | Ivar Skogsrud         | Norvegia                      | 4.00'39" |
| 1968  | Erik Solberg Johansen | Norvegia                      | 4.16'50" |
| 1969  | Niri Helleberg        | Norvegia                      | 3.20'51" |
| 1970  | Arne Vehus            | Norvegia                      | 3.21'40" |
| 1971  | Bjørn Arvnes          | Norvegia                      | 3.40'30" |
| 1972  | Erik Solberg Johansen | Norvegia                      | 3.24'19" |
| 1973  | Per Knotten           | Norvegia                      | 3.06'07" |
| 1974  | Dag Anmarkrud         | Norvegia                      | 3.22'42" |
| 1975  | Ivar Formo            | Norvegia                      | 3.25'35" |
| 1976  | Audun Kolstad         | Norvegia                      | 3.12'10" |
| 1977  | Audun Kolstad         | Norvegia                      | 3.05'39" |
| 1978  | Anders Bakken         | Norvegia                      | 3.14'04" |
| 1979  | Anders Bakken         | Norvegia                      | 3.14'35" |
| 1980  | Dag Atle Bjørkheim    | Norvegia                      | 3.16'05  |
| 1981" | Sven-Åke Lundbäck     | Svezia                        | 3.16'25" |
| 1982  | Dag Atle Bjørkheim    | Norvegia                      | 3.02'43" |
| 1983  | Per Knut Aaland       | Norvegia                      | 2.51'25" |
| 1984  | Magnar Rismyhr        | Norvegia                      | 2.59'28" |
| 1985  | Ola Hassis            | Svezia                        | 2.53'11" |
| 1986  | Örjan Blomquist       | Svezia                        | 3.08'30" |
| 1987  | Pierre Harvey         | Canada                        | 3.08'30" |
| 1988  | Jo Helgestad          | Norvegia                      | 3.08'08" |
| 1989  | John Kvale            | Norvegia                      | 2.58'56" |
| 1990  | Per Knut Aaland       | Norvegia                      | 3.03'44" |
| 1991  | Per Knut Aaland       | Norvegia                      | 3.05'07" |
| 1992  | Odd-Bjørn Hjelmeset   | Norvegia                      | 3.15'34" |
| 1993  | Aleksandr Golubev     | Russia                        | 2.45'42" |
| 1994  | Erling Jevne          | Norvegia                      | 2.36'10" |
| 1995  | Odd-Bjørn Hjelmeset   | Norvegia                      | 2.57'18" |
| 1996  | Erling Jevne          | Norvegia                      | 2.39'12" |
| 1997  | Erling Jevne          | Norvegia                      | 2.33'05" |
| 1998  | Erling Jevne          | Norvegia                      | 2.43'19" |
| 1999  | Erling Jevne          | Øyer-Tretten IF, Norvegia     | 2.50'45" |
| 2000  | Erling Jevne          | Øyer-Tretten IF, Norvegia     | 2.41'53" |
| 2001  | Erling Jevne          | Øyer-Tretten IF, Norvegia     | 2.38'45" |
| 2002  | Stanislav Řezáč       | Repubblica Ceca               | 2.39'08" |
| 2003  | Odd-Bjørn Hjelmeset   | Fjellhug/Vereide IL, Norvegia | 2.39'56" |
| 2004  | Gianantonio Zanetel   | Italia                        | 2.48'55" |
| 2005  | Stanislav Řezáč       | Repubblica Ceca               | 2.37'37" |
| 2006  | Anders Aukland        | Oseberg SL, Norvegia          | 2.52'13" |
| 2008  | Stanislav Řezáč       | Repubblica Ceca               | 2.24'33" |
| 2009  | Jerry Ahrlin          | Svezia                        | 2.36'58" |
| 2010  | Anders Aukland        | Oseberg SL, Norvegia          | 2.27'19" |
| 2011  | Stanislav Řezáč       | Repubblica Ceca               | 2.39'54" |
| 2012  | Anders Aukland        | Norvegia                      | 2.21'34" |
| 2013  | Anders Aukland        | Norvegia                      | 2.42'38" |
| 2014  | Cancellata            |                               | –        |
| 2015  | Petter Eliassen       | Norvegia                      | 2.19'28" |
| 2016  | John Kristian Dahl    | Norvegia                      | 2.27'34" |

### Donne
| Anno | Nome                         | Nazione                    | Tempo    |
| ---- | ---------------------------- | -------------------------- | -------- |
| 1976 | Berit Mørdre Lammedal        | Norvegia                   | 3.54'44" |
| 1977 | Valborg Østberg              | Norvegia                   | 3.31'04" |
| 1978 | Birgit Øverby Tennøe         | Norvegia                   | 3.49'01" |
| 1979 | Anna Bjørgan                 | Norvegia                   | 4.07'48" |
| 1980 | Anna Bjørgan                 | Norvegia                   | 3.47'15" |
| 1981 | Vigdis Rønning               | Norvegia                   | 3.43'19" |
| 1982 | Birgit Øverby Tennøe         | Norvegia                   | 3.40'55" |
| 1983 | Hilde Riis                   | Norvegia                   | 3.26'47" |
| 1984 | Gry Oftedal                  | Norvegia                   | 3.27'00" |
| 1985 | Gry Oftedal                  | Norvegia                   | 3.25'45" |
| 1986 | Ellen Grepperud              | Norvegia                   | 3.52'45" |
| 1987 | Astrid Dæhlie                | Norvegia                   | 3.47'32" |
| 1988 | Elisabeth Tharaldsen         | Norvegia                   | 3.50'13" |
| 1989 | Marthe Flugstad              | Norvegia                   | 3.13'35" |
| 1990 | Mona Fugli                   | Norvegia                   | 3.51'50" |
| 1991 | Ragnhild Bratberg            | Norvegia                   | 3.38'54" |
| 1992 | Anne Jahren                  | Norvegia                   | 3.52'00" |
| 1993 | Astrid Kristin Ruud          | NTHI, Norvegia             | 3.24'25" |
| 1994 | Marit Elveos                 | Norvegia                   | 3.21'12" |
| 1995 | Unni Ødegård                 | Norvegia                   | 3.28'15" |
| 1996 | Marit Mikkelplass            | Norvegia                   | 3.05'12" |
| 1997 | Marthe Flugstad              | Norvegia                   | 3.10'46" |
| 1998 | Anita Moen Guidon            | Trysilfjellet SK, Norvegia | 3.03'21" |
| 1999 | Anita Moen Guidon            | Trysilfjellet SK, Norvegia | 3.21'22" |
| 2000 | Anita Moen Guidon            | Trysilfjellet SK, Norvegia | 3.06'24" |
| 2001 | Anita Moen Guidon            | Trysilfjellet SK, Norvegia | 3.03'27" |
| 2002 | Marthe Flugstad              | Gjøvik SK, Norvegia        | 3.08'27" |
| 2003 | Annmari Viljanmaa            | Finlandia                  | 3.05'16" |
| 2004 | Annmari Viljanmaa            | Finlandia                  | 3.03'47" |
| 2005 | Cristina Paluselli           | Italia                     | 3.10'59" |
| 2006 | Hilde Gjermundshaug Pedersen | Nybygda IL, Norvegia       | 3.08'10" |
| 2008 | Hilde Gjermundshaug Pedersen | Nybygda IL, Norvegia       | 2.52'04" |
| 2009 | Hilde Gjermundshaug Pedersen | Nybygda IL, Norvegia       | 3.05'00" |
| 2010 | Jenny Hansson                | Svezia                     | 2.57'33" |
| 2011 | Seraina Boner                | Svizzera                   | 3.11'17" |
| 2012 | Seraina Boner                | Svizzera                   | 2.47'03" |
| 2013 | Seraina Boner                | Svizzera                   | 3.09'12" |
| 2014 | Cancelled                    |                            | –        |
| 2015 | Therese Johaug               | Norvegia                   | 2.41'46" |
| 2016 | Seraina Boner                | Svizzera                   | 2.55'04" |